# 清川村道土山高畑線

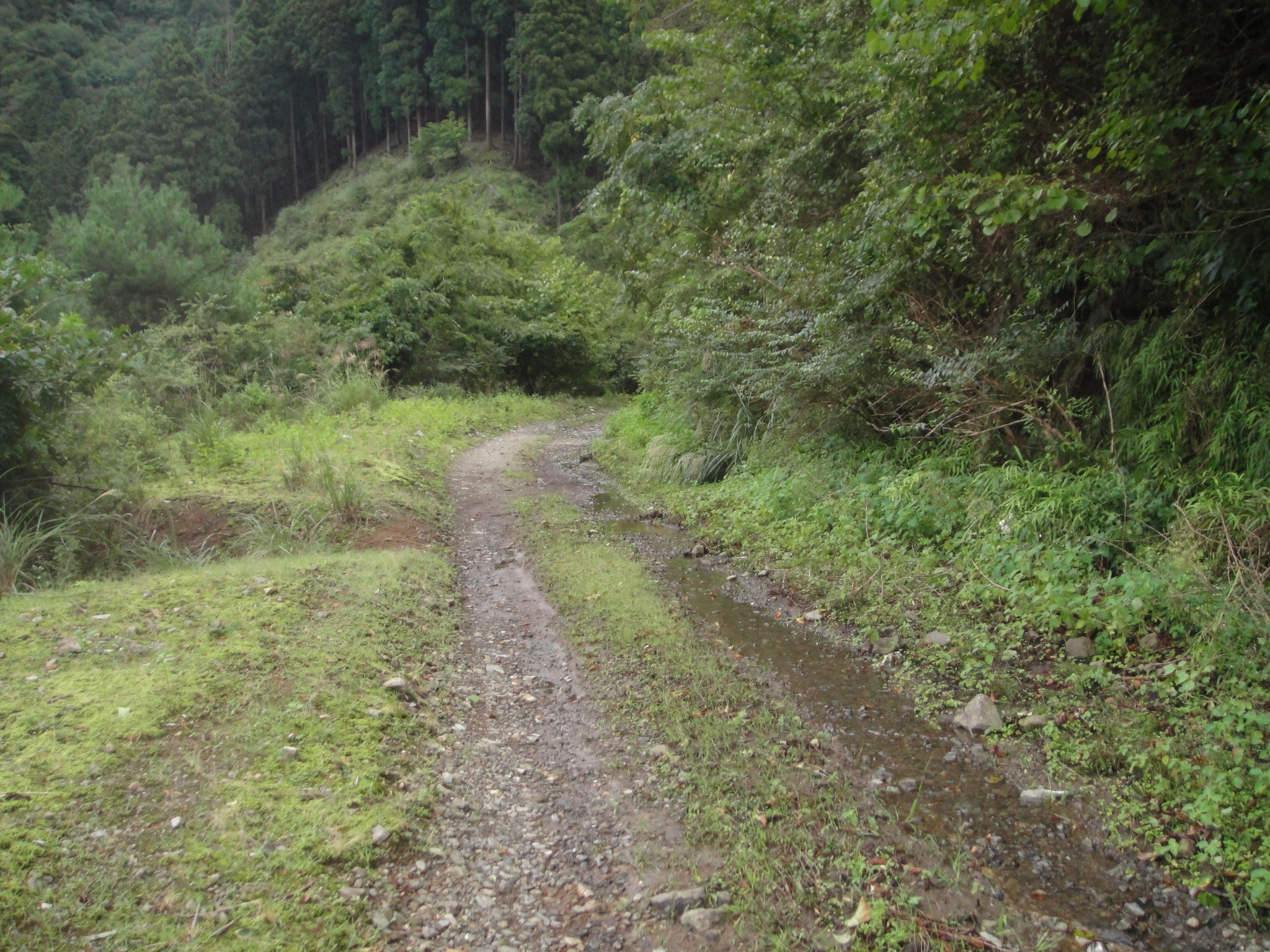
清川村道土山高畑線

清川村道土山高畑線（きよかわそんどうつちやまたかはたせん）は神奈川県愛甲郡清川村にある村道で、未完成道路である。総距離は4722.5m。
山林管理や宮ヶ瀬湖畔周遊路観光も視野に1971年（昭和46年）から2000年（平成12年）までの宮ヶ瀬ダム事業の一環として竣工されたが、2007年から2008年頃に工事は中断され、通行は現在も不可能である。
2011年9月現在、土山峠（北緯35度30分13.9秒 東経139度15分22.8秒 / 北緯35.503861度 東経139.256333度）から8号橋（北緯35度30分41.5秒 東経139度14分32.5秒 / 北緯35.511528度 東経139.242361度）・清川トンネル（北緯35度30分31.5秒 東経139度14分10.4秒 / 北緯35.508750度 東経139.236222度座標: 北緯35度30分31.5秒 東経139度14分10.4秒 / 北緯35.508750度 東経139.236222度）から終点・12号橋（北緯35度29分56.6秒 東経139度13分53.2秒 / 北緯35.499056度 東経139.231444度）の合計3268.5mは完成しているが、残り1454m（北緯35度30分51.5秒 東経139度14分15.3秒 / 北緯35.514306度 東経139.237583度）は未整備区間となっている。

## 清川トンネル
清川村道土山高畑線にあるトンネル。北側出口の目の前で道が途切れており、宮ヶ瀬ダムに向かい急な斜面になっている。

### 清川トンネル概要
- 竣工年 1995年（平成7年）
- 延長 653m
- 幅員 5.5m
- 高さ 4.5m
- 建設 関東地方建設局

|  |  |  |

### 清川トンネル位置
- 北緯35度30分31.5秒 東経139度14分10.4秒 / 北緯35.508750度 東経139.236222度
- 青野原［南東］ - 地理院地図
- 清川トンネル - Google マップ